# سعيد بوتفليقة
سعيد بوتفليقة ولد في 1957 في وجدة في المغرب ، هو أستاذ جامعي وسياسي جزائري. وهو الشقيق الأصغر لعبد العزيز بوتفليقة، الرئيس الجزائري بين 1999 و 2019 ، كان له نفوذ كبير تحول إلى تصرفه في الحكم، تجاوز صفاته المخولة له خصوصا بعد مرض الرئيس في 2014 وتسير شؤون الدولة باسم الرئيس عبد العزيز بوتفليقة.
اعتقل في 04 ماي 2019 بتهمة المساس بسلطة الجيش والمؤامرة ضد سلطة الدولة وحكمت المحكمة العسكرية في البليدة، جنوب غرب الجزائر العاصمة، الأربعاء 25 سبتمبر 2019 عليه بالسجن 15 عاما إلى جانب كل من رئيسة حزب العمال لويزة حنون، والمدير الأسبق لأجهزة الاستخبارات محمد مدين ومنسق الأجهزة الأمنية السابق بشير طرطاق، بتهمة التآمر على سلطة الدولة والمؤامرة ضد قائد تشكيلة عسكرية.

## سيرته
ولد سعيد في 1957 في مدينة وجدة بينما كانت قاعدة الولاية الخامسة أثناء ثورة التحرير الجزائرية ،في بداية صعود أخيه عبد العزيز الذي كان عمره 20 سنة بجوار هواري بومدين
توفي أبوه وعمره سنة، ربته أمه برعاية أخيه عبد العزيز، في وقت انقلاب هواري بومدين في 1965، كان سعيد يدرس في مدرسة سانت-جوزيف للآباء البيض، ثم في الثانوية التي يديرها اليسوعيون، كالعديد من أقرباء المسؤولين الجزائريين في ذلك الوقت.
انتقل إلى باريس في 1983. التحق به أخوه الأكبر مهزوما ومتابعا من طرف معارضيه بعد خلافة الرئيس هواري بومدين.
حصل على دكتوراه درجة ثالثة من جامعة جامعة بيير وماري كوري «جامعة باريس ‍‍‌ VI» في اختصاص الذكاء الاصطناعي في التعرف على الأشكال.
- في 1987 سمح لعائلة بوتفليقة بالعودة للجزائر وتبعه سعيد كذلك [2][3]
- في 1999 بعد انتخاب أخيه رئيسا للجزائر ، عينه هذا الأخير مستشاره الخاص بقرار لم ينشر، وكلف رسميا بالنظم المعلوماتية لمكتب الرئاسة.[2][3] تتحدث الصحافة الجزائرية عنه على أنه «مستشار في الرئاسة من دون وظيفة رسمية» وهي الصيغة التي نسبها لنفسه في خطاباته.[10]

يوضع مقابل شخصيات كبيرة مثل علي بن فليس أو العربي بلخير ، ويتمكن سعيد بوتفليقة من الأول في 2003 و من الثاني في 2005  
- أدار الحملتين الانتخابيتين لأخيه في 2004 و2008 ،و بدأت الطبقة السياسة تقدمه كخليفة محتمل جداً لأخيه الرئيس، لكنه يفشل في الحصول على منصب نائب الرئيس.[2][3][11]
- 2005، عبد العزيز بوتفليقة يدخل مستشفى بباريس ليعالج قرحة، ما اضطره لتخفيف وتيرة أعماله في الدولة، وهذا ما زاد من دور وأهمية سعيد . حسب أحد المراودين لقصر المرادية الذي استجوبته جريدة جون أفريك ، «هو من يسير رزنامة الرئيس، يتدخل في تعيين الوزراء، الدبلماسيين، الولاة، مدراء المؤسسات العمومية، ويتدخل في كواليس جبهة التحرير ،حتى صار لا يمكن الاستغناء عنه للوصول للرئيس بوتفليقة، وتقمص بحكم الواقع شؤون المرادية»[2][3]
- في مراسلة أمريكية في 2008 ، كشفها موقع ويكيليكس ،تشير بأنه بالنسبة لبرنار باجولي الدبلوماسي الفرنسي،«الفساد الذي يعود منبعه للإخوة بوتفليقة [عبد الله وسعيد] ،قد وصل لقمة جديدة وصار يؤثر على تطور البلاد». لم يمض وقت حتى بدأت تنفجر فضائح الارتشاء هنا وهناك، ويأتي ذكر إسمه كثيرا في هذه القضايا، ربما بإيعاز من إدارة الاستخبارات والأمن.[12][13]
- في 2010 أسس التجمع من أجل الوئام الوطني الذي ترك قيادته لسيد أحمد عياشي لكن نتيجة الجو القائم من ثورات عربية جعلته يتراجع عن المشروع ليقع في النسيان [14]
- 2013 ،عبد العزيز بوتفليقة يدخل لمستشفى فال دو غراس، بباريس . بالنسبة لجريدة جون أفريك، سعيد ضل وحيدا بجانب أخيه، مصدرا الأوامر.
- 06 فيفري 2014 إتهم هشام عبود سعيد بوتفليقة في رسالة أرسلها له بفساد مالي أخلاقي وسياسي [15]
- 04 ماي 2019 في أي بعد شهر من استقالة أخيه الرئيس، وبعد الحراك الشعبي بأيام وتحت مصطلح "محاكمة العصابة"، استدعي للتحقيق معه في محكمة البليدة العسكرية ثم تم اعتقاله. تمت محاكمته بتهمة التآمر ضد الدولة، واحتجز مؤقتًا في سجن البليدة العسكري في انتظار المحاكمة.
- في 25 سبتمبر 2019 حكم عليه بالسجن مدة 15سنة بتهمة التآمر ضد سلطة الدولة والجيش.[16]
- في أكتوبر 2021 ، حُكم على سعيد بوتفليقة بالسجن لمدة عامين بتهمة «عرقلة سير العدالة».[17][18]